# Rohy
Rohy (en allemand : Rohe) est une commune du district de Třebíč, dans la région de Vysočina, en République tchèque. Sa population s'élevait à 114 habitants en 2020.

## Géographie
Rohy est arrosée par la rivière Oslava, un affluent de la Jihlava, et se trouve à 5,5 km au sud du centre de Velké Meziříčí, à 13,5 km au nord-est de Třebíč, à 32 km à l'est-sud-est de Jihlava et à 143 km au sud-est de Prague.
La commune est limitée par Oslavice et Osové au nord, par la rivière Oslava et Dolní Heřmanice à l'est, par Studnice au sud-est, par Hodov au sud et au sud-ouest, et par Oslavička à l'ouest.

## Histoire
La première mention écrite de la localité date de 1377.

## Transports
Par la route, Rohy se trouve à 9 km de Velké Meziříčí, à 18,5 km de Třebíč, à 45 km de Jihlava et à 165 km de Prague.